# (32285) 2000 PR24
2000 PR24 (asteroide 32285) é um asteroide da cintura principal. Possui uma excentricidade de 0.13033250 e uma inclinação de 13.93706º.
Este asteroide foi descoberto no dia 3 de agosto de 2000 por LINEAR em Socorro.